# ن'بيسحي رايت
ن'بيسحي رايت (بالإنجليزية: N'Bushe Wright)‏ هي ممثلة أمريكية، ولدت في 20 سبتمبر 1970 ببروكلين في الولايات المتحدة. بدأت مشوارها المهني سنة 1992.

## أعمال

### أفلام
- (1998) بليد[3]

## وصلات خارجية
- ن'بيسحي رايت على موقع IMDb (الإنجليزية)
- ن'بيسحي رايت على موقع روتن توميتوز (الإنجليزية)
- ن'بيسحي رايت على موقع ألو سيني (الفرنسية)
- ن'بيسحي رايت على موقع أول موفي (الإنجليزية)
- ن'بيسحي رايت على موقع قاعدة بيانات الأفلام السويدية (السويدية)
- ن'بيسحي رايت على موقع قاعدة بيانات الفيلم (الإنجليزية)
- ن'بيسحي رايت على موقع كينوبويسك (الروسية)